# ディアブロIII
『ディアブロIII』（Diablo III）は、『ディアブロ』、そして『ディアブロII』の続編としてブリザード・エンターテイメント社が開発、2012年5月15日に発売されたPC用ハックアンドスラッシュ系アクションRPG。Windows 7以降、およびmacOS High Sierra以降に対応。販売価格は 59.99ドルで、ダウンロードおよびパッケージにて頒布される。2013年9月3日にはPlayStation 3及びXbox 360にて販売され、国内では2014年1月30日にスクウェア・エニックスによりPlayStation 3版のみが販売された。
また北米では2014年3月25日に拡張パック第一弾となる「Diablo III: Reaper of Souls」がPC向けに、2014年8月19日にPlayStation 3・PlayStation 4・Xbox 360・Xbox ONE向けに本編と拡張パックを収録した「Diablo III: Ultimate Evil Edition」が販売された。国内では2014年8月21日にスクウェア・エニックスから「ディアブロIII リーパー オブ ソウルズ アルティメット イービル エディション」としてPlayStation 3版及びPlayStation 4版が販売された。
2017年6月28日には拡張パック「ライズ オブ ザ ネクロマンサー」及び、それも入った「ディアブロIII エターナルコレクション」のPlayStation 4版が発売、2018年12月27日には「ディアブロIII エターナルコレクション」のNintendo Switch版が発売。
日本語版のPS3版と、『リーパー オブ ソウルズ アルティメット イービル エディション』（PS3/PS4版）はそれぞれ日本語字幕と音声も収録されているが、設定で変更することも可能である。

## ゲームシステム
従来シリーズのランダム生成のアイテム、マップシステムに加え、イベントもランダム生成されるという試みがなされている。
選択できるプレイヤーキャラクターには、前作の職業の要素を幾らか受け継いだ5つのクラスが存在する。『バーバリアン』が強靱な装備を身に付けながらの接近戦を得意とし、『ウィザード』が強力な魔法で集団を殲滅するのは前作と同一である。『ウィッチ・ドクター』にはネクロマンサーのように死者や毒・冥界にまつわる力を備え、『モンク(武装僧侶)』はアサシンの格闘術とパラディンのような聖なる力を持つ。そして『デーモンハンター』はアサシンの暗殺術とアマゾンの弓術を兼ね備えている。また、本作からは全てのクラスにおいて性別が変更できるようになっており、男女間で能力の差はないが、ストーリーが異なったものになる。
探索や戦闘・キャラクターの成長等のシステムも、前作のコンセプトをある程度維持しながら刷新されている。ベータテスト中に大きく変更された物、削除された物も存在する。
例えばキャラクターの生命力やスキル使用のためのソース（従来ではマナ）の管理は、よりプレイヤーが戦闘に没頭出来るよう変更された。生命力回復のために持ち歩くポーションとは別にモンスターが体力回復オブジェをドロップする場合があり、これを取得するだけで速やかな回復と次の行動が可能になった。また本作では5つのクラスにおいてスキル使用のためのソースが全て異なり、例えばバーバリアンは怒りの力である「Fury」、デーモンハンターは自らの宿命である憎しみの力「Hatred」とそれを規律するための「Discipline」の二つのソースを持つ。これらは補給の方法もそれぞれ異なるが、決められた方法に従いさえすればストレス無くスキルを使い続けられる。
スキルシステムはポイントの割り振りではなく、レベル上げによる取得とルーンの変更によって取捨選択していく。スキルは左クリック・右クリック・4つのホットキーの計6つにスロットが割り当てられており、1つのスキルにはデフォルト状態と効果を変更するための5つのルーンが用意されている。ルーンはキャラクターレベルが上がるにつれて解禁されていく。これとは別に、常時キャラクターの能力を補正するパッシブスキルが最大3つまで同時展開可能となる。限られたスロットにどのスキルを割り振るか、またスキルにどのルーンを割り当てるかが本作におけるキャラクター作りの中核となっている。
アイテムやゴールドはより扱いやすくなり、冒険に必須だが手間が掛かっていた鑑定やタウンポータルの展開がアイテム無しで行える点、ゴールドは死亡時に没収されずクリックして拾う必要も無くなった点、インベントリが広くなりアカウント内での共有が容易になった点などが改善されている。

## オンライン
ソロであっても、プレイにはサーバへのログインが必須になっている。サーバは地域ごとにAmericas、Europe、Asiaと3区分されており、どのサーバも選択可能。ただしサーバ間のデータ移動などはサポートされていない。
最大4人までのCO-OP同時プレイが可能。

## オークションハウス
ゴールド・オークションハウス（GoldAH）とリアルマネー・オークションハウス（RMAH）がある。GoldAHはどのサーバでも利用可能だが、RMAHは、Battle.netアカウント作成時に設定した居住国のホームサーバのみの利用となる。また、使用できる通貨も国によって制限されている。
Japanアカウントの場合、サーバはAmericas、利用できる通貨はUSドル、メキシコペソ、アルゼンチンペソ、チリペソ、AUドルとなる。USドル取り引きの場合、RMAHでの売り上げ金の受け取りはBattle.net BalanceかPayPal、購入の際の支払いはBattle.net Balance、PayPal、Visaカード、マスターカード、アメリカン・エキスプレス、ディスカバーカードが利用可能となっている。
なお、AsiaサーバにはRMAHは実装されておらず、韓国語バージョンのクライアントはアカウント情報に関係なくRMAHが利用できない。
しかし、PS3版ではオークションハウスは実装されておらず、また、PC版でも2014年3月18日にすべてのオークションハウスが閉鎖された。これに伴い、プレイヤー間のトレード機能の実装やレアリティアイテムドロップ率の改善など多くの修正が施されている。

## グラフィック
グラフィックはフル3Dになったが、後方追従視点ではなく、シリーズ特有の見下ろし視点で展開される。
3Dエンジンはオリジナル、物理エンジンにHavokを採用し、ゲームプレイ中に点在するオブジェクトやマップそのものが攻撃や魔法、必殺技などで崩れたり吹き飛んだりするようで、強力な打撃で橋が崩れたり、落石で道が通れなくなる等、従来のように、マップが単にランダムで生成されるだけではなく、その構造自体が流動的に変動するシステムが取り入れられている。

## ストーリー
前作であるディアブロ2の12年後が舞台となっている。公式サイトのタイムライン上では、アリート山はワールド・ストーン破壊の際、生じた爆発で消滅しており、バールが率いていた軍勢も、この爆発によりほぼ全滅したことが明かされている。シリーズ通して出演している重要人物「デッカード・ケイン」が今作にも登場するがシナリオ途中までの活躍に留まり、代わりに彼の養女である女性「リア」がストーリーの中心となっている。

## キャラクター
声はPS3版および『リーパー オブ ソウルズ アルティメット イービル エディション』のものである。
リア
声 - 伊藤静
本作の中心人物の一人で、デッカードの姪。
実母は魔女エイドリア。
デッカード・ケイン
声 - 藤本譲
リアの叔父にして育ての親。
魔女エイドリア
声 -
リアの実母。前々作ディアブロに登場したウォーリアー（王子エイダン）との間にリアをもうけた。
旧トリストラムがディアブロの影響で崩壊した後、姿を現したとされる。
ティラエル
声 -
正義を司る大天使。DiabloⅡにて汚染されたワールドストーンを砕き人間界を救ったが、その代償にアリート山やワールドストーンとともに消滅した。今作では天使としての力と姿を自ら捨て、人間としてプレイヤーキャラクターやリア達に助力する。
ゾルタン・クーレ
声 -
ティラエルが組織した魔術結社ホラドリム結成時のメンバーの一人。強大な魔術師だったが、悪との長きに渡る戦いの中で精神に異常をきたし、悪魔と天使の魂を取り込もうとしたため討たれた。その遺体はばらばらにされ封印されている。
プレイヤーキャラクターに対しては手を組んで世界を支配しようとの誘いをかけてくる。また、アドベンチャーモードではカナイのキューブの横に霊体の姿で立っておりキューブの使用法を指南してくれる。
ディアブロ
声 -
三大悪と呼ばれる地獄の帝王のうちで最も強力な悪魔。恐怖の帝王の異名を持つ。
DiabloⅡで滅ぼされたとされているが今作で再び復活を遂げ天界を襲撃する。その力は天使たちの長であるインペリウスをも超え、配下の悪魔を引き連れて天界を蹂躙した。
従者たち
プレイヤーの仲間。なお、主要NPCなどを同時に連れて行く人数に制限はないが、従者は一人までしか戦いに同行させることができない。
コーマック（テンプラー）
近接格闘に重きを置いた戦士。初登場は1章。
リンドン（スコーンドレル）
遠距離戦に長けた盗賊。身勝手な性格。初登場は1章。
アイレーナ（エンチャントレス）
敵のかく乱などに長けた、ミステリアスな女魔術師。魔法を使わない時は、片手用ないしは両手用の近接武器で闘う。初登場は2章。

## 反響
Blizzard EntertainmentのファンイベントBizzCon 2019において、本作はファンから『ディアブロ』らしい陰鬱さやグロテスクさの欠如が指摘されたと明かされた。